# Тракторный (платформа)
Тра́кторный (бел. Трактарны) — железнодорожный пассажирский остановочный пункт Минского отделения Белорусской железной дороги на линии Минск-Пассажирский — Орша-Центральная. Остановочный пункт расположен в Минске между станциями Минск-Восточный и Степянка, до 2016 года следующим остановочным пунктом являлся Товарный двор.

## История
Открытие участка Осиновка — Брест Московско-Брестской железной дороги, на которой расположена нынешняя остановка электричек состоялось в 1871 году. Возведение остановочного пункта началось в 1960-е годы, открытие и введение в эксплуатацию состоялось в 1964 году. В 1974 году остановочный пункт был электрифицирован переменным током (~25 кВ) в составе участка Минск — Борисов.
В 2019 году была проведена реконструкция остановочного пункта, с заменой наземного пешеходного перехода на подземный, а также возведением навесов.

## Устройство станции
Через остановочный пункт проходят пять путей, два из которых являются служебными от Минского электромеханического завода. Для обслуживания пассажиров имеются одна боковая (в направлении Орши) и островная платформа. Платформы являются прямыми, длиною по 220 метров. Платформа огорожена забором, для избежания пересечения железнодорожных путей в неположенных местах, со станции имеются три выхода на Передовую улицу. Пересечение путей между платформами осуществляется по подземному переходу, там же расположена билетная касса, работающая круглосуточно.

## Пассажирское сообщение
На остановочном пункте ежедневно останавливаются электропоезда региональных линий экономкласса (пригородные электрички), следующие до станций Орша-Центральная (4 пары), Борисов (7 пар), Жодино (2 пары), Крупки (2 пары) и один поезд до станции Славное. Также на платформе останавливаются поезда городских линий до станции Красное Знамя (через Смолевичи).
Выход со станции осуществляется к Передовой улице, микрорайону Слепянка и транспортным проходным Минского тракторного завода.